# Онтелоні Тауншип (округ Беркс, Пенсільванія)
Онтелоні Тауншип (англ. Ontelaunee Township) — селище (англ. township) в США, в окрузі Беркс штату Пенсільванія. Населення — 2598 осіб (2020).

## Демографія
Згідно з переписом 2010 року, у селищі мешкало 1646 осіб у 637 домогосподарствах у складі 468 родин. Було 680 помешкань
Расовий склад населення:
| - 86,2 % — білих - 5,2 % — чорних або афроамериканців - 2,6 % — азіатів - 0,2 % — корінних американців - 4,2 % — осіб інших рас |

До двох чи більше рас належало 1,6 %. Частка іспаномовних становила 8,4 % від усіх жителів.
За віковим діапазоном населення розподілялося таким чином: 23,9 % — особи молодші 18 років, 60,9 % — особи у віці 18—64 років, 15,2 % — особи у віці 65 років та старші. Медіана віку мешканця становила 40,6 року. На 100 осіб жіночої статі у селищі припадало 106,3 чоловіків;  на 100 жінок у віці від 18 років та старших — 104,1 чоловіків також старших 18 років.
Середній дохід на одне домашнє господарство  становив 74 781 долар США (медіана — 65 536), а середній дохід на одну сім'ю — 79 642 долари (медіана — 72 656). Медіана доходів становила 51 917 доларів для чоловіків та 39 931 долар для жінок. За межею бідності перебувало 8,1 % осіб, у тому числі 12,7 % дітей у віці до 18 років та 5,0 % осіб у віці 65 років та старших.
Цивільне працевлаштоване населення становило 971 особа. Основні галузі зайнятості: освіта, охорона здоров'я та соціальна допомога — 24,8 %, виробництво — 24,7 %, роздрібна торгівля — 11,6 %, науковці, спеціалісти, менеджери — 7,7 %.